# 박지은 (레이싱 모델)
박지은(1995년 12월 18일 ~ )은 대한민국의 레이싱모델이다. 현재 거주지는 대한민국 서울특별시 송파구 문정동이다.

## 데뷔
- 2015년 대한민국 모터스포츠 페스티벌
- 2016년 TFC12 탑걸

## 경력

### 모델 경력
- 2019.10 대구 이펀 모델
- 2019.06 슈퍼첼린지 범스레이싱 모델
- 2019.05 플레이엑스포 모델
- 2019.05 야마하 페스티벌 모델
- 2019.04 넥센 스피드레이싱 엔페라컵 모델
- 2017.07 서울오토살롱 준비엘 모델
- 2017.05 CJ대한통운 슈퍼레이스 챔피온십 모델
- 2017.05 전남모터페스티벌 모델
- 2017.03 서울모터쇼 인디언 모터사이클 모델
- 2016.11 지스타 VR 모델
- 2016.10 넥센 스피드레이싱 엔페라컵 모델
- 2016.09 TFC12 New 탑걸
- 2016.09 오토모티브위크 준피티드 모델
- 2016.07 KIC-CUP 투어링카 레이스 모델
- 2016.07 서울오토살롱 아머올코리아 모델
- 2016.06 코리아 스쿠터 레이스 챔피언십 모델
- 2016.06 부산국제모터쇼 모델
- 2016.04 CJ대한통운 슈퍼레이스 챔피언십 모델
- 2016.04 제13회 국제그린에너지엑스포 미래형 친환경 자동차 모터쇼 모델
- 2016.03 KIC 오프로드 그랑프리 모델
- 2016.02 국제캠핑페어 라건 모델
- 2015.11 대한민국 모터스포츠 페스티벌 모델
- 2015.11 지스타 엑시아소프트 모델
- 2015.07 서울오토살롱 KGC코리아 모델

### 학력
- 대구여자고등학교

## 수상 내역
- 2015년 제4회 한국 레이싱모델 어워즈 신인유망주상